# Райг, Пеэт Альфредович
Пеэт Райг (эст. Peet Raig; 1938—1998) — советский волейболист.

## Биография
Пеэт Райг родился 12 декабря 1938 года в Пайде (уезд Ярвамаа Эстонской Республики).После окончания гимназии поступил в Тартуский институт физической культуры. Окончив вуз получил распределение в Рапла. Позже переехал в Таллин. Здесь Пээт начинает играть в волейбол. С 1959 года выступал за таллинский «Калев». В 1966 году эстонский клуб становится победителем во II группе класса «А» и клуб получает право играть в высшей лиге.
В составе таллинского «Калева» — чемпион СССР 1968 (капитан команды). Неоднократно включался в список 24 лучших волейболистов чемпионата СССР.
Участник чемпионата мира 1970 года в составе сборной СССР.
С 1971 года на тренерской работе. Главный тренер мужских команд: «Динамо» (Таллин) — чемпиона Эстонской ССР 1973; «Калев» (Маарду) — серебряного призёра чемпионата Эстонской ССР 1974.
Умер в Тамсалу 29 июля 1998 года.